# Lee Sung-jin (archère)
Dans ce nom coréen, le nom de famille, Lee, précède le nom personnel.
Pour les articles homonymes, voir Lee Sung-jin.
Lee Sung-jin (née le 7 mars 1985 au Chungcheong du Sud) est une archère sud-coréenne.

## Biographie
Lee Sung-jin dispute les Jeux olympiques d'été de 2004 à Athènes. Elle y remporte la médaille d'argent individuelle et la médaille d'or par équipe avec Park Sung-hyun et Yun Mi-jin. Elle remporte une nouvelle médaille d'or par équipes aux Jeux olympiques d'été de 2012 à Londres.